# Boraras
A Boraras a csontos halak (Osteichthyes) főosztályának sugarasúszójú halak (Actinopterygii) osztályába, a pontyalakúak (Cypriniformes) rendjébe, a pontyfélék (Cyprinidae) családjába és az Rasborinae alcsaládjába tartozó nem.
A nemhez tartozó fajok a nanoakváriumok kedvelt képviselői más nanohalakkal egyetemben már csak a méretük miatt is. A kifejlett példányok nem érik el a 2,5 cm-t. Akvarista körökben mikrorazbórának is nevezik őket.

## Előfordulásuk
Eredeti élőhelyük Thaiföld mocsarai valamint Malajzia, Szingapúr és Indonézia lassú folyású folyói, tőzeges vizű mocsári erdős területei.

## Rendszerezés
- Zöldsávos törperazbóra Boraras brigittae (D. Vogt, 1978)
- Törperazbóra Boraras maculatus (Duncker, 1904)
- Főnix törperazbóra Boraras merah (Kottelat, 1991)
- Háromfoltos törperazbóra Boraras micros (Kottelat & Vidthayanon, 1993)
- Boraras naevus (Conway & Kottelat, 2011)
- Türkizcsíkú törperazbóra Boraras urophthalmoides (Kottelat, 1991)

## Akváriumban tartásuk
Kisebb akváriumban (10-30 liter), 25-27 °C-os, lágy vízben. A különböző Boraras fajok elfogadják egymást rajtársnak. Szeretnek áramlásban úszni, de szükségük van csöndes, növényekkel sűrűn beültetett helyekre is. Mivel rajban úszó halak, érdemes tartani egy csoportban legalább 8-10 példányt. A növényzet lehet jávai moha, indiai páfrány és egyéb finom levelű vízi növények. Alkalmanként egy darab vasfa, hogy segítsen az akváriumvizet világos tea színben tartani. Fontos a heti 30% vízcsere és ajánlott a tőzegen átszűrt víz.
Etetés: morzsolt lemezes, vagy por állagú ivadékhaltápok, Dapnia, Cyclops, Artemia, walterféreg, banánféreg, valamint kisebb, vékonyabb grindálok.
Viszonylag könnyű őket ívásra bírni, de az ivadékokat nagyon nehéz felnevelni a rendkívül kicsi méretük miatt.

## Fordítás
- Ez a szócikk részben vagy egészben a Boraras című angol Wikipédia-szócikk ezen változatának fordításán alapul.  Az eredeti cikk szerkesztőit annak laptörténete sorolja fel. Ez a jelzés csupán a megfogalmazás eredetét és a szerzői jogokat jelzi, nem szolgál a cikkben szereplő információk forrásmegjelöléseként.